# Мотнау (Вранча)
Мотнау (рум. Motnău) насеље је у Румунији у округу Вранча у општини Думитрешти. Oпштина се налази на надморској висини од 334 m.

## Становништво
Према подацима из 2002. године у насељу је живело 254 становника, од којих су сви румунске националности.